# Angel Batista
Ángel Juan Marcos Batista is een personage uit de boekenreeks van Jeff Lindsay en de hieruit ontstane televisieserie Dexter. In de serie wordt hij gespeeld door David Zayas. Angel is inspecteur bij de sectie Moord van het Miami Metro Police Department. Hij werkt er nauw samen met Dexter Morgan, die hij bewondert omwille van zijn expertise rond seriemoordenaars. Hij beschouwt zichzelf als Dexters' beste vriend, maar kan zich niet echt vinden in zijn fascinatie voor bloed. In de boekenreeks is Batista geen rechercheur, maar een forensisch expert en rechtstreeks collega van Dexter. Batista heeft een vrij droge vorm van humor.

## Biografie

### Seizoen 1
Angel beloofde zijn vader op diens sterfbed om steeds over alles en iedereen eerlijk te zijn. Dit brengt hem later in problemen, wanneer hij na een avontuurtje met een andere vrouw zijn daden bekent aan zijn vrouw, die meteen een einde maakt aan hun huwelijk. Na maanden van eenzaamheid zoekt Batista heil in de spirituele wereld om van zijn pijn verlost te raken. Batista denkt dat hij de beste vriend van Dexter is, wat Dexter vreemd vindt, want hij heeft hem naar eigen zeggen nooit een reden gegeven om dit te denken.

### Seizoen 2
In seizoen 2 wordt Dexter verliefd op Lila Tournay en belandt hij met haar in bed. Lila neemt Rohypnol om te doen uitschijnen dat Angel haar verkracht heeft. Hij komt zwaar in de problemen wanneer Lila klacht tegen hem indient, maar na de dood van Lila wordt de aanklacht geseponeerd.

### Seizoen 3
In seizoen 3 wordt Batista gepromoveerd tot hoofdinspecteur en neemt hij de plaats van James Doakes in. Zijn carrière komt in gevaar, wanneer hij een prostituee opzoekt die een undercover agente blijkt te zijn. Later begint Angel een relatie met een andere agente; Barbara Gianna. Hij is extreem voorzichtig in de relatie en doet er alles aan om deze niet doen mislopen. Barbara vindt dit bijzonder grappig, maar tegelijk schattig. Hun relatie lijkt serieus en Barara verschijnt aan de zijde Angel op het huwelijk van Dexter.

### Seizoen 4
Aan het begin van seizoen 4 blijkt dat Angel en Barbara als vrienden uit elkaar zijn gegaan en dat hij nu iets heeft met Maria LaGuerta, maar de twee houden dit angstvallig verborgen voor hun collega's uit angst voor de gevolgen voor hun carrière. Later vraagt hij Dexter om advies, die dan zowat de bemiddelaar tussen de twee wordt. Op het einde van het seizoen trouwen ze in het geheim, met Dexter als getuige.

### Seizoen 5
Het huwelijk van Batista en LaGuerta wordt voortdurend geplaagd door hun geschillen op het werk. Aanvankelijk danst Batista altijd naar haar pijpen, maar na verloop van tijd wordt hij meer gefrustreerd en jaloers. Als een dronken collega seksuele opmerkingen over LaGuerta maakt, slaagt een ook dronken Batista hem in elkaar, waardoor hij Interne Zaken op zijn dak krijgt. Later, wanneer door een foute beslissing van LaGuerta een informante wordt gedood, schuift ze de schuld door naar Debra. Bastista is hier razend om en kiest de kant van Debra. Sindsdien is de houding van Batista tegenover LaGuerta drastisch veranderd en deinst hij er niet voor terug haar af te breken wanneer ze haar eigen mening bij hem wil doordrukken. Uiteindelijk lijken ze in de seizoensfinale weer vrede te hebben gesloten en geven ze hun relatie een nieuwe start.

## Verschillen met de boekenreeks
In de boekenreeks stelt Angel Batista zich vaak voor als "No relation" (verwijzend naar Fulgencio Batista) en wordt hij door Dexter "Angel-no-relation" genoemd. Hij speelt ook een minder prominente rol in de boeken dan in de televisieserie, en is er een forensisch expert in plaats van een rechercheur.